# Општина Паулени-Чук (Харгита)
Паулени-Чук (рум. Pãuleni-Ciuc) општина је у Румунији у округу Харгита.
Oпштина се налази на надморској висини од 749 m.